# Bitwa pod Majsalun
Bitwa pod Majsalun – bitwa między siłami Królestwa Wielkiej Syrii a wojskami francuskimi, zakończona zwycięstwem Francji. Została rozegrana 24 lipca 1920 na wzgórzach Antylibanu, blisko szlaku Damaszek-Bejrut, niedaleko przełęczy Majsalun. 

## Geneza
Koniec I wojny światowej spowodował upadek i rozpad Imperium Osmańskiego. W październiku 1918 do Damaszku wkroczył emir Fajsal z arabskim wojskiem, wcześniej walczącym z Turkami. Fajsal miał nadzieję uzyskać ziemie tureckie w tym regionie na rzecz swojej dynastii – Haszymitów. Jednak podpisana dwa lata wcześniej tajna umowa Sykes-Picot przewidywała podział terytoriów osmańskich między kraje europejskie. 
8 października do Bejrutu i innych portów przybiły pierwsze jednostki francuskie – przyjęte przez Arabów neutralnie na prośbę Brytyjczyków. Nadzieję Arabów na niezależność podtrzymał prezydent Stanów Zjednoczonych Woodrow Wilson i komisja Kinga-Crane'a. 
Niepokoje wzbudziła ewakuacja wojsk brytyjskich rozpoczęta 15 września 1919 i zajęcie ich miejsc przez siły francuskie. Po stronie francuskiej sytuację zaogniła deklaracja niepodległościowa Syryjskiego Kongresu Narodowego z 8 marca 1920. 14 lipca 1920 nadeszło do Królestwa Syrii ultimatum Francji. Francja oczekiwała pełnego wykonania ultimatum do 31 lipca. Generał Henri Gouraud poinformował stronę syryjską, że do północy 21 lipca jego wojska pozostaną w spoczynku. 
Władze syryjskie starały się o arbitraż dotychczasowych sojuszników, Amerykanów i Brytyjczyków, oraz Ligi Narodów, ale bezskutecznie. Zdania w samym Królestwie Wielkiej Syrii były podzielone. Minister obrony Jusuf al-Azma uważał, że należy stawiać opór, mimo świadomości, że będzie on bardzo krótki, chociażby dlatego, że Syria dysponowała niewielką liczbą artylerii i ograniczonym zapasem amunicji do niej.

## Przed bitwą i bitwa
Ostatecznie 20 lipca rząd Królestwa Syrii przyjął ultimatum, włącznie z demobilizacją jednostek skoncentrowanych wcześniej w Madżdal Andżar.
Kolejnego dnia napływały jednak doniesienia o marszu armii francuskiej ze Sztaury na Damaszek, przez Zahlę, Madżdal Andżar i Wadi al-Harir. W związku z wcześniejszymi działaniami syryjskimi, nie napotkali oni przeszkód. Al-Azma ponowił namowy do stawienia zbrojnego oporu. W Majsalun przygotowano improwizowane umocnienia i zgromadzono siły.
23 lipca Gouraud postawił nowy warunek dotyczący położenia sił syryjskich, który dałby mu możliwość bezpiecznego podejścia na 25 km do Damaszku. Zapowiedział spotkanie z przedstawicielem Fajsala u podnóży Majsalun 24 lipca o 6 rano. Wtedy też doszło do starcia, które zgodnie z przewidywaniami al-Azmy nie trwało długo. O 10 rano w Damaszku wiedziano już o przegranej wojsk syryjskich.
Po stronie syryjskiej walczyło, według różnych źródeł, od 3000 do 9000 żołnierzy i ochotników (4000 ochotników i 5000 żołnierzy), pod dowództwem Jusufa al-Azmy. Duża część ochotników pochodziła z równiny Ghuta, na południe od Damaszku. Odnotowano udział 3 kobiet w szeregach syryjskich.
Po stronie francuskiej walczyło 9000 żołnierzy oraz samoloty i czołgi. Całością dowodził gen. Gouraud.

## Rezultat
Improwizowane siły syryjskie zostały pokonane, co przypieczętowało sukces sił francuskich w ustanowieniu kontroli nad Mandatem Syrii i Libanu. Był to kres istnienia Królestwa Wielkiej Syrii. Do 1921 zbrojny opór przeciw francuskiej władzy utrzymywał się jeszcze na terytorium Alawitów i w regionie Aleppo.
Według francuskich statystyk po stronie arabskiej zginęło 42 żołnierzy, w tym al-Azma, a 154 było rannych.
Według anegdot, gdy następnego dnia generał Gouraud wkroczył do Damaszku, udał się nad grób Saladyna i kopnął go mówiąc: Zbudź się, Saladynie. Wróciliśmy. Moja obecność tutaj oznacza zwycięstwo krzyża nad półksiężycem - nawiązując do wypraw krzyżowych.
Rocznica bitwy pod Majsalun, Dzień Majsalun, pozostaje ważnym symbolem syryjskiej niepodległości. Ówczesny minister edukacji Królestwa Wielkiej Syrii Sati al-Husri, powiedział: Nie będzie przesadą powiedzieć, że był to punkt zwrotny w historii sprawy arabskiej. Zamknął się pierwszy rozdział, otworzył następny. Pod Majsalun powstał grobowiec Jusufa al-Azmy, który uważany jest za bohatera narodowego i męczennika.